# 杭州市公共交通集团
杭州市公共交通集团有限公司是一家中国杭州的国有独资有限责任公司，主要负责经营杭州市辖区范围内的公共汽车（包括无轨电车，快速公交）、出租车和公共自行车。截止2022年12月，该公司共有公交营运线路1,175条、营运车辆10,217辆、出租车3,480辆（含和谐出租挂靠车辆）、公共自行车12.4万辆。

## 历史
其前身是民国时期的浙江省交通公司市区段与杭州市公共汽车公司两家官办企业合并组成的浙江省交通公司杭州市区公共汽车管理处。1953年1月7日，浙江省交通公司杭州分公司划归杭州市管辖，并更名为杭州市公共交通公司。
1953年8月1日，杭州市公共交通公司接收民营永华汽车公司，此后杭州市的常规公共交通由杭州市公共交通公司独家经营。
1967年5月，由于文革的进行，杭州市公共交通公司更名为杭州市人民交通公司。1979年恢复杭州市公共交通公司企业名称。
1992年7月6日，公司更名为杭州市公共交通总公司。2000年，改制为杭州市公共交通集团有限公司。

## 运营分公司

### 杭州公交第一汽车分公司
由公交一公司与四公司于1994年合并而来。杭州市公共交通集团有限公司第一汽车公司前身是杭州市公共交通公司一车队，成立于1957年。1979年10月定名为杭州市公共交通公司汽车一场，当时仅有营运车辆120余辆，经营线路15条。1988年4月车场更名为杭州市公共交通公司一分公司。1992年7月杭州市共公交通总公司成立，一分公司同时更名为杭州市公共交通一公司。1994年12月一公司迁入文三路新车场，2000年3月更名为杭州市共公交通总公司第一汽车公司，2008年9月更名为杭州市共公交通集团有限公司第一汽车分公司。
主要线路：7路、10路、11路、25路等

### 杭州公交第二汽车分公司
杭州市公共交通集团有限公司第二汽车分公司，创建于1953年，是一家以城市公交客运为主业的大型客运服务企业。
主要线路：8路、31路等

### 杭州公交第三汽车分公司
杭州市公共交通集团有限公司第三汽车分公司前身为杭州市公共交通公司汽车三场，于1980年2月由国家投资建成使用，场址在艮山路（后改名为艮山西路），停车场面积19600平方米， 设计停车量为150辆（单车），1988年元月公司更名为“杭州市公共交通公司第三汽车分公司”，1992年7月6日更名杭州市公共交通三公司。
2000年1月由杭州大众出租汽车股份有限公司、杭州市公共交通三公司、杭州燃气集团公司、浙江城市客车有限公司四家法人股东共同出资对杭州市公共交通三公司进行重组改制，成立杭州大众公共交通有限公司。注册资金为人民币4300万元，其中杭州大众出租汽车股份有限公司出资2550万元，占59．3%；杭州市公共交通三公司出资1590万元，占36．98%；杭州燃气集团公司出资100万元，占2．33%；浙江城市客车有限公司出资60万元，占1.39%。
2008年7月，公司再次进行体制改革，由政府出资实行股权回购，将原四家法人股东共同出资调整为国有独资公司，并更名为杭州市公共交通集团有限公司第三汽车分公司。
2024年1月，三公司停止运营。
主要线路：28路、179路等

### 杭州公交电车公司
1961年4月26日同1路电车（现151路）一同成立，主要运行杭州电车线网，杭州快速公交线网、南宋御街游览车、部分普通汽车线路。
主要线路：151路、K155路、290路

### 杭州公交第五汽车分公司
原名杭州汽车出租公司，成立于1961年6月，彼时为杭州市最早组建的经营出租汽车的骨干企业，公司经营点在平海路。1973年恢复，1976年元旦以“杭州市汽车出租业务处”的名义挂牌营业。至1986年，车辆数达到59辆。1989年11月，杭州汽车出租公司和中北汽车公司（1985年5月18日，由中国国际信托投资公司和杭州市公交公司共同投资成立）合并。至1995年，已拥有资产1200余万元，车辆130余辆，员工310人，同时经营一条自负盈亏、自行考核、独立核算的无人售票公交线59路（双菱新村 双环线，后改为59路、60路。2019年59路改线拆环，60路停运），有15辆大客车。1998年11月，与杭州小公共汽车公司合并。2013年，杭州公交出租（小汽车）公司更名为杭州公交第五汽车分公司。
主要线路：59路、81路等

### 杭州公交第六汽车分公司
由杭州公交集团投资控股，于2014年成立。成立时管理转塘上泗、小和山、复兴、滨江多区块的公交。
2023年，六分公司停止运营。
主要线路：4路、39路、308路等

### 杭州下沙公共交通公司
杭州公共交通下沙有限公司是一家由杭州市公共交通集团有限公司控股的有限责任公司。主要经营下沙开发区内以及往返周边地区的公交线路。
主要线路：104路、302路等

### 杭州萧山公共交通公司
杭州市萧山公共交通有限公司于2008年7月1日正式成立，是杭州主城区与萧山区公交一体化后成立。由杭州市公共交通集团有限公司和杭州萧山交通发展有限公司在整合原萧山区内7家公司公共交通资源的基础上投资组建而成。是萧山区内唯一经营公交客运的大型全资国有企业，主营运行于杭州市主城区及萧山区间线路、萧山城区线路以及萧山下属镇村二级线路、部分大江东产业集聚区内线路。
主要线路：123路、315路等

### 杭州余杭公交客运公司
杭州余杭区客运公交有限公司于2008年1月1日杭州主城区与余杭区公交一体化后成立。主营运行于杭州市主城区及余杭区间线路、余杭各组团线路以及余杭下属镇村二级线路。
主要线路：309路、346路等

### 杭州市富阳公共交通有限公司
杭州市富阳公共交通有限公司于2017年10月31日成立，标志着杭州主城区与富阳区公交一体化取得实质性进展。由杭州市公共交通集团有限公司和杭州富阳交通发展投资集团共同出资组建。主营运行于杭州市主城区及富阳区间线路、富阳城区线路以及富阳下属镇村二级线路。
主要线路：314路、301路等

### 杭州市临安公共交通有限公司
杭州市临安公共交通有限公司成立于2018年12月29日，由杭州市公共交通集团有限公司和杭州市临安区交通投资发展有限公司共同出资组建，整合原临安公交和临安金宇公交线路资源，实现杭州主城区与临安区公交一体化。主营运行于杭州市主城区及临安区间线路、临安城区线路以及临安下属镇村二级线路。
主要线路：381路、598路系列等

### 杭州市钱塘公共交通有限公司
杭州大江东公共交通有限公司于2016年5月27日成立，主营大江东产业集聚区公交客运业务，并于2021年4月6日更名为杭州市钱塘公共交通有限公司。
主要线路：3166路等

### 杭州白马安达公共交通客运服务有限公司
杭州白马安达公共交通客运服务有限公司于2005年成立，由与杭州市公共交通集团有限公司香港白马巴士（集团）共同出资组建。主要运营客运包车服务。2019年，杭州公交177路改由此司派车运营（不久后转至六公司）。

## 标识
为进一步提升杭州公交集团品牌形象，传递杭州公交集团发展战略，杭州公交发布了全新LOGO，新标志以公交汉语拼音GONG JIAO的首个字母G和J的变化体作为总体造型设计，表达完整的公交概念。同时G也赋予杭州公交集团，公共、公益、公众的内涵，整体造型和数字6相像，寓意杭州公交集团创建的六个公交的愿景（即：品质、智慧、平安、绿色、和谐、文化公交）。标志整体由七个色块所组成，象征着杭州公交集团由七个产业板块所组成，体现杭州公交集团现代综合发展的理念，整体用色块拼接，构成斑马线造型，体现杭州公交集团与道路交通相关的业务，也展示了杭州公交斑马线礼让的金名片。

## 逸聞
2013年7月間，一名网友于杭州公交集团官网谘询B4线西延事宜，随后遭告知暂时无法设站，“需炸山，待余杭区政府炸山后，我司即开展相关工作”。尽管随后运营方即称回复失误，“炸山”这一略语却逐渐传播开来，在巴士迷群体中广泛用作杭州公交的别名。